# Margaret Kelly Leibovici
Margaret Bluebell Kelly Leibovici (ur. 24 czerwca 1910 w Dublinie, zm. 11 września 2004 w Paryżu) – francuska tancerka irlandzkiego pochodzenia, założycielka grupy tanecznej Bluebell Girls.

## Życiorys
Margaret Kelly urodziła się w Dublinie w 1910 roku, w Rotunda Hospital. Nigdy nie poznała swoich rodziców, została oddana pod kuratelę Mary Murphy. Razem z nią w 1916 przeniosła się do Liverpoolu, gdzie z zalecenia lekarza Margaret została zapisana na lekcje tańca. Wkrótce okazało się, że ma do niego wielki talent. W wieku 14 lat porzuciła szkołę i dołączyła do profesjonalnego szkockiego zespołu tanecznego Hot Jocks. Dziewięć miesięcy później impresario Alfred Jackson zatrudnił ją jako tancerkę w grupie Jackson Girls, w Berlinie. Margaret występowała tam przez następnych 5 lat. W 1930 wystąpiła w Paryżu w grupie Folies Bergere i zdecydowała, że chce się tam przenieść na stałe. W 1932 roku, w wieku 22 lat, założyła w Paryżu własną grupę taneczną Bluebell Girls, która działa do dzisiejszego dnia.
W 1939 roku wyszła za mąż za Marcela Leibovici, żydowskiego pianistę z grupy Folies Bergere. W trakcie wojny urodziła dwóch synów: Patryka (1939) i Francisa (1941). Gdy Niemcy zaatakowali Francję, będąc jeszcze w ciąży z Francisem, została internowana w obozie w Besançon. Udało jej się uzyskać interwencję irlandzkiego dyplomaty i jako obywatelka Irlandii została uwolniona. Jej mąż został w tym czasie aresztowany i zesłany do obozu tranzytowego w Gurs. Udało mu się jednak zbiec i ukrywać w Paryżu do końca wojny. W tym czasie Margaret zapewniała mu żywność i pranie, wielokrotnie ryzykując przy tym własne życie. Była przesłuchiwana przez Gestapo, podejrzewające ją o ukrywanie męża, ale udało jej się uwolnić od zarzutów.

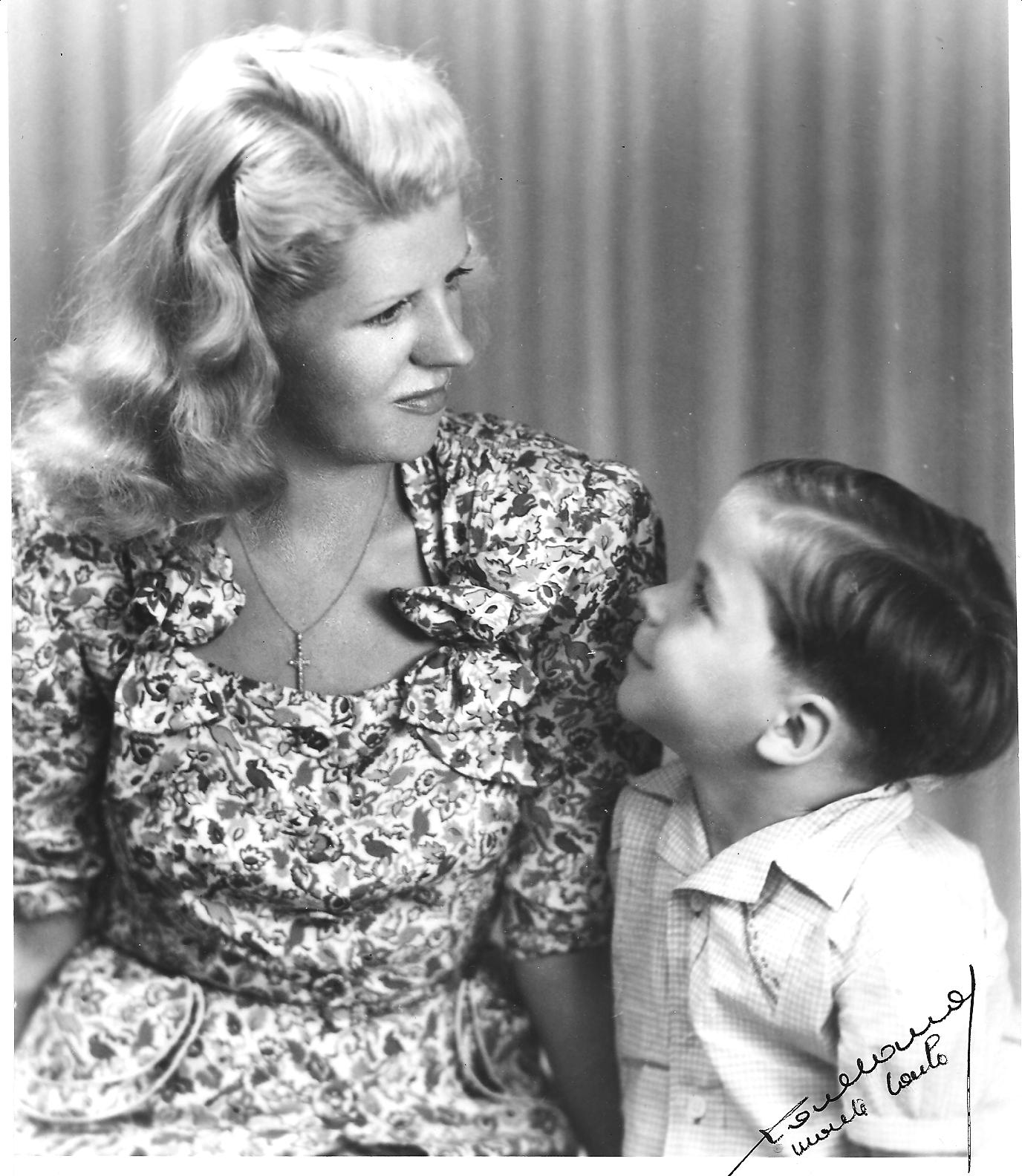
Margaret Kelly z synem Francisem

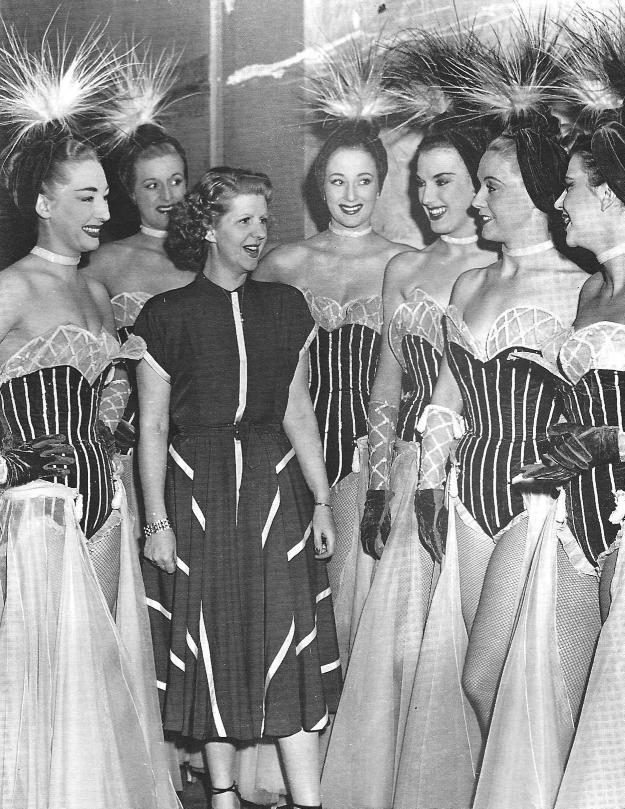
Margaret Kelly z dziewczętami z zespołu Bluebell Girls, rok 1948

Po wojnie nawiązała współpracę z reżyserem i choreografem Donnem Ardenem i rozpoczęła wystawianie widowiskowych pokazów tanecznych dla śmietanki Paryża. Zaczynając od skromnych kontraktów z Lido w 1947 roku, szybko zdobywali coraz większą sławę. Ich pokazy wyróżniały się ekstrawagancją: wykorzystywali kurtyny wodne, lodowiska, iluzjonistów, żonglerów, siłaczy i akrobatów. Do 1950 roku Bluebell składało się już z kilka grup tanecznych, występujących na trasach w wielu krajach. W 1958 roku podpisały pierwszy kontrakt w USA w Stardust Hotel, a wystawione w 1974 roku w MGM Grand Hotel and Casino przedstawienie Hallelujah Hollywood rozsławiło zespół na cały świat.
Marcel Leibovici zginął w wypadku samochodowym w 1961 roku, pozostawiając Margaret prowadzenie firmy i opiekę nad czwórką dzieci: Patrickiem, Francisem, Florence i Jean-Paulem. Margaret nie wyszła nigdy ponownie za mąż. Przez kolejne lata rozwijała swoją grupę, dołączając do niej nowe elementy. Jednym z najsłynniejszych było wprowadzenie tancerek topless w 1970 roku. Oficjalnie przeszła na emeryturę w wieku 80 lat. Lido odkupiło od niej markę Bluebell, której jest właścicielem do dzisiaj.
Margaret Kelly została odznaczona Orderem Imperium Brytyjskiego, Legią Honorową, Legią Zasługi oraz została mianowana Chevalier des Arts et des Lettres. W 1986 roku telewizja BBC nakręciła serial Bluebell opowiadający o jej życiu. W jej rolę wcieliła się w nim Carolyn Pickles.

## Ostatnie lata życia
Ostatnie lata życia Margaret Kelly przysłonił konflikt pomiędzy jej dziećmi dotyczący praw do opieki na nią i do spadku. Margaret Kelly zmarła we wrześniu 2004 roku we własnym domu.